# Bariumsulfat
Bariumsulfat är ett salt av barium och svavelsyra. Det har formeln BaSO4. Det förekommer naturligt i mineralet baryt (tungspat).

## Egenskaper
Bariumsulfat är praktiskt taget olösligt i vatten och andra lösningsmedel, men går att lösa med koncentrerad svavelsyra. Vid upphettning till 1580 °C sönderfaller bariumsulfat till bariumoxid, svaveldioxid och syrgas.
{\displaystyle {\rm {2\ BaSO_{4}\rightarrow 2\ BaO+2\ SO_{2}+O_{2}}}}
Bariumsulfat är svagt oxiderande och kan reduceras av kol till bariumsulfid (BaS).
{\displaystyle {\rm {BaSO_{4}+2\ C\rightarrow BaS+2\ CO_{2}}}}

## Framställning
Bariumsulfat tillverkas genom att bariumsulfid eller bariumklorid (BaCl2) får reagera med natriumsulfat (Na2SO4) löst i vatten. Eftersom bariumsulfat inte är vattenlösligt fälls det ut i fast form.
{\displaystyle {\rm {BaS+Na_{2}SO_{4}\rightarrow BaSO_{4}+Na_{2}S}}}
{\displaystyle {\rm {BaCl_{2}+Na_{2}SO_{4}\rightarrow BaSO_{4}+2\ NaCl}}}

## Användning

### Kontrastmedel
Bariumsulfat används som kontrastmedel vid röntgenundersökningar av mag-tarmkanalen. Bariums vattenlösliga salter är ofta giftiga men bariumsulfatets extremt låga löslighet gör att kroppen inte tar upp saltet.

### Pigment
Bariumsulfat används som vitt pigment och konsistensmedel i målarfärg. I gemensam fällningsreaktion har det framställts samtidigt tillsammans med zinksulfid och bildat pigmentet litopon. 
Ba2+ + S2- + Zn2+ + SO{\displaystyle _{4}^{2-}}→ BaSO4(s) + ZnS(s)
Syntetiskt bariumsulfat har Colour Index-beteckning Pigment White 21. Det går även under namnet Blanc fix. Bariumsulfatpigment utvunnet från mineralet baryt heter däremot Pigment White 22. Båda numreras C.I. 77120.